# Società Sportiva Calcio Campania
La Società Sportiva Calcio Campania, meglio nota come Campania o Campania Ponticelli, è  stata una società calcistica italiana con sede nella città di Napoli, nel quartiere Ponticelli. Attiva dal 1975 al 1986, è arrivata a disputare cinque campionati di Serie C1 e uno di C2; poi rifondata negli anni novanta e negli anni duemiladieci. È, per tradizione sportiva, la seconda squadra del capoluogo campano.
I colori sociali sono il bianco e il rosso. Il loro coro era “Sii Dotto”.

## Storia
La società fu fondata nel 1975, per iniziativa di un dentista napoletano, Dottore Cepparullo, che ne fu anche il primo presidente, a seguito della fusione tra due società calcistiche dilettanti della città metropolitana di Napoli, il Ponticelli ed il Terzigno.

### Dai Dilettanti alla Serie C1
Iscritta la società al campionato di Prima Categoria campana del 1975, nel giro di sei anni raggiunge la Serie C1 grazie a quattro promozioni, di cui tre per vittoria del campionato, ed una per piazzamento utile, grazie al 2º posto del campionato di Serie D 1979-1980, arrivando alle spalle della Frattese, altra squadra del napoletano.

### Ad un passo dalla B

Il Campania 1980-1981 promosso in Serie C1

Dopo un primo campionato di assestamento in cui la squadra ottiene comunque un onorevole 7º posto, la stagione 1982-1983 rappresenterà il punto più alto di sempre raggiunto dalla società, che si piazza al 3º posto. Prima per lunghi tratti del campionato, campione d'inverno con 3 lunghezze di vantaggio sulle inseguitrici, cede solo nel finale di stagione, piazzandosi ad un punto dal duo di testa costituita da Empoli e Pescara, che verranno promosse in Serie B.
Seguiranno altri tre campionati nella stessa categoria, in cui il Campania Ponticelli  ottiene ottimi risultati (13º posto nel 1984, 9º posto nel 1985, 9º posto nel 1986. La società ambiva a diventare la seconda squadra di Napoli, magari in Serie B.

### La fusione con la Puteolana 1909
Nel 1986, anche a causa della mancata promozione del 1983, che ebbe probabilmente ripercussioni anche sulla situazione economica, la dirigenza cede il titolo sportivo alla Puteolana 1909, che proprio in quel periodo era fallita, con la quale si fonde. La nuova società assume la denominazione di "Campania Puteolana", partecipando a 4 campionati di C1 e a 2 di C2.

### L'epilogo e la rinascita
Nel 1992 il titolo sportivo ritorna a Napoli, anche perché a Pozzuoli nasce il Comprensorio Puteolano dopo l'acquisizione del titolo sportivo del Casoria. La società assume la denominazione di Associazione Calcio Campania e partecipa al Campionato Nazionale Dilettanti, ma alla fine del torneo il penultimo posto ne sancisce la retrocessione in Eccellenza. Dopo un campionato di Eccellenza chiuso con il 12º posto, nel 1995 la società è nuovamente retrocessa nel campionato di Promozione, a seguito del 15º posto finale, cessando l'attività nello stesso anno.
Nel 2013 la società calcistica è rinata con la denominazione ufficiosa di Campania Ponticelli 2013 per mano dell'Avv. Arnaldo Todisco, che ha acquistato il titolo sportivo del Boys Fontanelle, squadra militante nel Campionato di Promozione girone B. Al termine della stagione 2013-2014 la compagine partenopea si è classificata al secondo posto nel proprio girone alle spalle dell'Ercolano, qualificandosi per i play-off promozione che ha concluso vittoriosamente accedendo al campionato di Eccellenza 2014-2015. Nel 2014 ha ufficialmente cambiato denominazione in A.S.D. Calcio Campania e ha chiuso il campionato di Eccellenza 2014-15 classificandosi all'ottavo posto. Tuttavia l'avventura del nuovo Campania è durata soltanto due stagioni perché durante l'estate 2015, a seguito del fallimento dell'A.C. Savoia 1908, il patron Todisco ha trasferito il titolo sportivo del Campania a Torre Annunziata. Infine nel 2020 c'è stato un ultimo tentativo di rifondazione con il titolo di Eccellenza del Virtus Volla che ha assunto solo informalmente la denominazione "Football Club Dilettantistico Virtus Campania"; infatti dopo due stagioni migra a Casoria senza aver mai cambiato ufficialmente denominazione sociale..

## Colori e simboli

### Colori
I colori sociali del Campania Ponticelli  sono il bianco e il rosso, così come quelli della regione Campania.

### Simboli ufficiali

#### Stemma
Il simbolo del Campania Ponticelli  è caratterizzato da un unicorno rampante, che si trovava nello stemma societario, dove calcia un pallone, il tutto racchiuso in uno scudo che ricorda almeno per i colori, quello della Regione Campania, di sfondo bianco e barra diagonale rossa, che tra l'altro era richiamata nella seconda casacca della squadra. In alto c'è il nome della società, in basso l'anno di fondazione 1975.

## Strutture

### Stadio
Nei primi anni della fondazione, il Campania Ponticelli giocava le sue gare interne nel quartiere di Ponticelli, in via Argine, dov'è tuttora, ma l'esigua capienza di 3000 posti di tale struttura e dell'inaspettato seguito che seppe avere la squadra, la dirigenza si vide costretta ad usufruire del primo impianto cittadino, il San Paolo. Basti pensare che nella gara interna di Coppa Italia 1983-1984 giocata contro la Sampdoria, ci furono 20.000 spettatori. Il Campania Ponticelli giocò e si allenò per un certo periodo anche allo stadio Arturo Collana al Vomero.

## Società

### Sponsor
- 1980-1982 Edil Pace
- 1982-1983 Pezzullo

## Allenatori e presidenti
| Allenatori - 1974-1975 Nicola D'Alessio Monte - 19??-19?? Porro - 19??-19?? Michele Sommella - 1980-1981 Nicola D'Alessio Monte - 1981-1982 Aldo Bet - 1982-1983 Giorgio Sereni - 1983-1984 Vincenzo Montefusco - Nedi - 1984-1985 Bruno Pesaola - 1985-1986 Dino Panzanato - 2013-2014 Giovanni Masecchia - 2014-2015 Giovanni Masecchia, Simone Specchio - 2023-2024 Daniele Guida | Presidenti - 1975-1986 Antonio Morra Greco - 2013-2015 Arnaldo Todisco - 2023-2024 Luigi Esposito |

## Calciatori

### Capitani
- Gaetano Aprea[11]

## Palmarès

### Competizioni interregionali
- Serie C2: 1

1980-1981 (girone D)

### Competizioni regionali
- Promozione: 1

1978-1979 (girone B)
- Prima Categoria: 1

1976-1977

### Altri piazzamenti
- Serie C1:

Terzo posto: 1982-1983 (girone B)
- Serie D:

Secondo posto: 1979-1980 (girone F)
- Promozione:

Secondo posto: 2013-2014 (girone B)
Terzo posto: 1977-1978 (girone B)
- Prima Categoria:

Terzo posto: 1975-1976
- Coppa Italia Serie C:

Semifinalista: 1981-1982
- Coppa Italia Dilettanti Campania:

Semifinalista: 1994-1995

## Statistiche e record

### Partecipazione ai campionati nazionali
| Livello | Categoria | Partecipazioni | Debutto   | Ultima stagione | Totale |
| ------- | --------- | -------------- | --------- | --------------- | ------ |
| 3º      | Serie C1  | 5              | 1981-1982 | 1985-1986       | 5      |
| 4º      | Serie C2  | 1              | 1980-1981 | 1980-1981       | 1      |
| 5º      | Serie D   | 1              | 1979-1980 | 1979-1980       | 2      |
| 5º      | C.N.D.    | 1              | 1992-1993 | 1992-1993       | 2      |

### Partecipazione ai campionati regionali
| Livello | Categoria                         | Partecipazioni | Debutto   | Ultima stagione | Totale |
| ------- | --------------------------------- | -------------- | --------- | --------------- | ------ |
| I       | Eccellenza                        | 3              | 1993-94   | 2014-2015       | 5      |
| I       | Promozione (1º livello regionale) | 2              | 1977-1978 | 1978-79         | 5      |
| II      | Promozione (2º livello regionale) | 2              | 2013-2014 | 2023-2024       | 4      |
| II      | Prima Categoria                   | 2              | 1975-1976 | 1976-1977       | 4      |

### Statistiche individuali
Di seguito si riportano i record di presenze ed i goleador di sempre del Campania Ponticelli :
| Record di presenze - 197 Eduardo Gargiulo - 147 Vincenzo Liguori - 129 Vincenzo Carannante - 129 Lucio Nobile - 123 Gennaro Aprea - 123 Orazio Sorbello - 117 Mauro Della Bianchina - 115 Gaetano Costa - 111 Genesio Del Prete - 104 Antonio Arena - 100 Sebastiano Grassi | Record di reti - 60 Natale Mazzeo - 46 Orazio Sorbello - 28 Vincenzo Carannante - 23 Antonio Arena - 13 Claudio Casale - 12 Luigi Bolognino - 11 Giordano Cinquetti - 10 Simone Mucciarelli - 10 Vincenzo Liguori |

## Tifoseria

### Storia
Negli anni 2010 il Campania Ponticelli è seguito dal gruppo Bastarda gioventù - Ultras Ponticelli.